# Mohammed El-Senussi
Ne doit pas être confondu avec Mohamed es-Senoussi.
Titres
Prétendant au trône de Libye
Depuis le 28 avril 1992
(33 ans, 3 mois et 23 jours)
Prince héritier de Libye
1er septembre 1969 – 28 avril 1992
(22 ans, 7 mois et 27 jours)
Sidi Mohammed El-Senussi, en arabe : سيدي محمد السنوسي, né le 20 octobre 1962 à Tripoli en Libye, est un membre de la famille royale de Libye. Il est considéré par les royalistes libyens comme l'héritier légitime du trône.

## Biographie

### Famille

Drapeau du royaume de Libye (1951-1969).

Il est le deuxième fils d'Hassan El-Reda El-Senussi, prince héritier de Libye, et le petit-neveu du roi Idris Ier, roi de Libye, ils sont les descendants de Sidi Mohammed Ibn Ali El-Senussi qui est le fondateur de la dynastie des Senussi, d’origine algérienne (de la tribu des chorfa medjaher de Bouguirat , près de Mostaganem  d'ascendance chérifienne et sulaymanide.

### Révolution et exil
Lors du coup d'État du 1er septembre 1969 mené par le jeune capitaine Mouammar Kadhafi, Sidi Mohammed El-Senussi voit son père, le prince héritier Hassan El-Reda (qui gouvernait le pays au nom du roi Idris, se trouvant alors en convalescence en Turquie), lire à la télévision l'acte d’abdication. Plus tard, il relatera de cet épisode les propos du prince Hassan : « Il m’a dit qu’il l’avait écrit un pistolet sur la tempe ». 
Après la Révolution, le prince Hassan El-Reda passe deux ans en prison puis est placé en résidence surveillée avec sa femme et ses huit enfants. En 1984, des militants des comités révolutionnaires les font sortir de la maison où ils résident avant de tout brûler ; le prince héritier est victime d'un accident vasculaire cérébral qui le laisse paralysé. En 1988, le colonel Kadhafi autorise la famille à suivre ce dernier à Londres pour un traitement médical et Mohammed El-Senussi poursuit donc ses études au Royaume-Uni. À la mort de son père, le 28 avril 1992, il devient chef de la maison royale de Libye.
N'ayant pas de descendance à ce jour, il a pour héritier présomptif son frère cadet, le prince Khaled, né en 1965.

### Révolution de 2011
Pendant la révolte libyenne de 2011, le prince Mohammed envoie ses condoléances « aux héros qui ont laissé leurs vies et ont été tués par les forces brutales de Kadhafi » et invite la communauté internationale « à interrompre l'assistance au dictateur avec effet immédiat ». 
Le 24 février 2011, il donne une interview à la chaîne Al Jazeera dans laquelle il appelle la communauté internationale à aider à renverser Kadhafi et arrêter les massacres. Il écarte l'éventualité d'une guerre civile, déclarant que « Le peuple libyen et les tribus ont prouvé qu'ils étaient unis. » Interrogé sur la forme de gouvernement que la Libye pourrait adopter et sur la possibilité de restaurer la Constitution de 1951, il explique que « De telles questions sont prématurées et seront discutées par le peuple libyen », ajoutant que la priorité était d'« arrêter de tuer des innocents ». Au sujet de son désir de retour en Libye, le prince Sidi Mohammed précise que « la famille El-Senussi se considère au service du peuple libyen ».
Le 20 avril 2011, il s'exprime devant le Parlement européen, appelant à plus d'assistance pour la Libye. Il déclare aussi qu'il soutiendra toute forme de gouvernement que la Libye choisira après Kadhafi, y compris une monarchie constitutionnelle.
En marge du 25e sommet de la Ligue des États arabes qui clôture ses travaux à Koweït le 25 mars 2014, l'idée d'une restauration de la monarchie est présentée par Mohammed Abdelaziz, ministre des Affaires étrangères libyen, qui évoque des contacts avec le prince Mohammed El-Senussi,,.
En janvier 2024, le Premier ministre Abdel Hamid Dbeibah soutient l'idée de restauration de la monarchie constitutionnelle en la personne du prince Sidi Mohammed afin de résoudre l'impasse politique dans le pays. Le retour du prince en Libye, initialement prévu le 9 février,, n'a toutefois pas lieu.